# Estelnic (gmina)
Estelnic – gmina w Rumunii, w okręgu Covasna. Obejmuje miejscowości Cărpinenii, Estelnic i Valea Scurtă. W 2011 roku liczyła 1182 mieszkańców.